# Ere Karjalainen
Ere Karjalainen est un jeune Finlandais né en 1994 qui est le recordman de lancer de téléphone portable depuis le 22 août 2012. Il a réussi à projeter un vieux téléphone Nokia à 101,46 mètres.
Ere Karjalainen a gagné 1 000 $ et est entré dans le Livre Guinness des records.